# Керолайн Форд
Керолайн Мері Форд (нар.13 травня 1988) — англійська актриса. Вона відома своїми ролями Сема в серіалі від Netflix «Free Rein» (2017) і Софі Лонгербейн в серіалі від Amazon «Prime Carnival Row» (2019—2023).

## Раннє життя
Предки її матері походить з Тринідаду, Шотландії та Китаю, а батька — з Англії. Також вона має молодшу сестру на ім'я Елісон. Форд навчалася в Театральній школі Керол Крістіан. Потім вона здобула ступінь шотландського магістра з історії мистецтва в Сент-Ендрюському університеті. Форд також займалася моделінгом, підписавшись на агентство Stolen в Единбурзі.
|   | Я завжди любила казки. Я виросла дивлячись фільми Дісней, читаючи казки. Мені подобалося губитися в фантастичних світах, а особливо в казках, чарівних царствах. Мені досі подобається гуляти по садах і уявляти де живуть феї |
| — | |

## Кар'єра
У 2010 році Форд дебютувала на професійному телебаченні в медичній драмі BBC Casualty. У наступному році вона знялася в кількох короткометражних фільмах, у тому числі у фільмах Ніка Роуленда Fair Belles і Ейтана Аррусі The Crypt. Інші її роботи включають деякі незалежні фільми, такі як Лейк Плесід: Остання глава Дона Майкла Пола, Still Саймона Блейка та роль Максін у The Callback Queen (2013). У 2014 році вона отримала роль Пешет у пригодницькому серіалі Fox «Ієрогліф». Однак серіал було скасовано перед виходом в ефір. Того ж року Форд з'явилася гостю в другій серії "Сонної Лощини" в ролі Ліліт, а потім отримала роль Спіндла в короткометражному фільмі Тревіса Бічама «Цікавість» 2015 року.
Потім Форд з'явилася у фільмі «Антисоціальний» 2015 року в ролі Рошель разом із Меган Маркл. У 2017 році Форд зіграла Сема в першій серії дитячого серіалу Netflix Free Rein, а потім отримала роль Софі Лонгербейн у серіалі Prime Carnival Row. Другий і останній сезон вийде у 2023 році.

## Особисте життя
На зніманнях серіалу «Вільна влада» вона познайомилася з Фредді Картером. 3 грудня 2022 року Форд вони одружилися, пара разом понад 6 років.

## Хобі
Керолайн художниця, вона працює над багатошаровими абстрактними творами в змішаній техніці. 

## Фільмографія
| Рік  | Назва                       | Роль     | Примітки               |
| ---- | --------------------------- | -------- | ---------------------- |
| 2010 | Буря                        |          | Короткометражний фільм |
| 2011 | Fair Belles                 | Аделіта  | Короткометражний фільм |
| 2013 | Королева зворотного дзвінка | Максін   |                        |
| 2014 | Притулок                    | Геловей  | Короткометражний фільм |
| 2014 | Досі                        | Сусанна  | Короткометражний фільм |
| 2015 | Антисоціальний              | Рошель   |                        |
| 2016 | Цікавість                   | Шпиндель | Короткометражний фільм |
| 2017 | Склеп                       | Ланя     | Короткометражний фільм |
| 2018 | Некротроніка                | Моллі    |                        |

## Телебачення
| Рік  | Назва                      | Роль             | Примітки                    |
| ---- | -------------------------- | ---------------- | --------------------------- |
| 2010 | Потерпілий                 | Міріам Крессвелл | Епізод: «Причини невідомі»  |
| 2012 | Лейк Плесід: Остання глава | Елейн            | Телевізійний фільм          |
| 2014 | Сонна лощина               | Ліліт            | Епізод: «Без серця»         |
| 2014 | Ієрогліф                   | Пешет            | Головна роль                |
| 2015 | Одного разу в казці        | Німуе            | Повторювана роль; 3 епізоди |
| 2017 | Free Rein                  | Сем              | Головна роль; 10 серій      |
| 2018 | Карнавальний ряд           | Софі Лонгербейн  | Головна роль                |